# Diphilosz (szókratikus)
Diphilosz (i. e. 3. század) görög filozófus.
Életéről mindössze annyit tudunk, hogy Ekphantosz és Sztilpón tanítványa volt, ennek alapján a szókratikus iskolához tartozhatott. Munkái nem maradtak fenn, említi Diogenész Laertiosz.